# Meunier-Bataillon
Das Meunier-Bataillon war ein Bataillon im spanischen Bürgerkrieg. Gleichzeitig mit dem Thälmann-Bataillon wurde das Bataillon Ende Oktober 1936 in Albacete, dem Hauptquartier der Internationalen Brigaden, formiert. Es bestand vornehmlich aus Franzosen und Belgiern.
Eventuell wurde dem Meunier-Bataillon die Nummer No 7 zugewiesen. Namensgeber des Bataillons war wahrscheinlich Hugues Alexandre Joseph Meunier, ein französischer General während der Französischen Revolution.